# Prototip (Star Trek: Voyager)
"Prototip" (títol original en anglès "Prototype") és el tretzè episodi de la segona temporada i el 29è del total de la sèrie de televisió de ciència-ficció estatunidenca Star Trek: Voyager. El guió va ser escrit per Nicholas Corea, i dirigit per Jonathan Frakes. L'episodi es va emetre a UPN el 15 de gener de 1996.
Ambientada al segle XXIV, la sèrie segueix les aventures de la tripulació de la Flota Estel·lar i els Maquis de la nau estel·lar USS Voyager després de quedar encallats al Quadrant Delta lluny de la resta de la Federació. En aquest episodi, la tripulació de la nau espacial que torna a la Terra té una trobada amb una raça de formes de vida robòtiques en guerra.

## Argument
L'enginyera en cap B'Elanna Torres recupera un robot que sura a l'espai. Convenç la capitana Janeway perquè ignori els avisos de la comandant Tuvok i li permeti reviure el robot. Es presenta com la "Unitat Automatitzada 3947" de la facció de robots "Pralor". Revela que els seus creadors van ser destruïts durant una guerra fa dècades i que molts Pralors s'estan desfent; sense ningú que creï unitats addicionals, els Pralors aviat s'extingiran. 3947 demana a Torres que construeixi un prototip, que permetria als Pralors procrear.
La capitana Janeway ho prohibeix, citant la Primera Directiva. Les unitats automatitzades no van ser dissenyades per reproduir-se; donar-los la capacitat de fer-ho interferiria amb la seva cultura. Quan una nau Pralor s'acosta a la «Voyager» per recuperar la 3947, la 3947 segresta Torres. La nau Pralor es prepara per destruir la «Voyager» fins que Torres accepta crear el prototip. Torres ho aconsegueix.
La tripulació de la «Voyager» necessita una diversió per rescatar Torres. De sobte, apareix una segona nau pilotada per Unitats Automatitzades i ataca els Pralors. La segona nau s'identifica com la facció «Cravic». La 3947 revela que dos planetes, Pralor i Cravic, van crear Unitats Automatitzades per fer la guerra entre ells fa diverses dècades. Quan els dos planetes van demanar una treva i van intentar acabar amb els robots, aquests van destruir els seus creadors per autoconservació i van continuar la seva guerra. Torres s'adona que el seu prototip alterarà l'equilibri de la guerra i el destrueix. Utilitzant la batalla com a diversió, la tripulació de la «Voyager» transporta Torres fora de la nau Pralor i abandona el camp de batalla.

## Actors convidats
- Rick Worthy - 3947 / Cravic 122[2]
- Hugh Hodgin - 6263 / Prototip 0001

## Recepció
Aquest episodi va tenir una qualificació Nielsen de 5,9 punts quan es va emetre per televisió el 1996.
Cinefantastique va qualificar aquest episodi amb un 2,5 sobre quatre.
Tor.com li va donar una puntuació de 7 sobre 10.
El 2020, io9 va llistar aquest episodi com un dels nou episodis "imprescindibles" de la segona temporada de la sèrie